# Назаренко, Сергей Юрьевич
Серге́й Ю́рьевич Наза́ренко (укр. Сергій Юрійович Назаренко; род. 16 февраля 1980, Кировоград) — украинский футболист, полузащитник, тренер.

## Биография
Воспитанник ДЮСШ «Звезда» (Кировоград).
В 1997 году получил приглашение в дубль «Днепра», где играл в сезонах 1997/98 и 1998/99. В Высшей лиге дебютировал 3 октября 1999 года в матче «Металлург» (Донецк) — «Днепр».
Первый матч за сборную Украины сыграл 11 октября 2003 (Украина — Македония — 0:0).
В июне 2011 года Назаренко покинул «Днепр». В команде он играл на протяжении 13 лет.
19 июня 2011 года подписал трёхлетний контракт с симферопольской «Таврией», где главным тренером был Семён Альтман, бывший тренер сборной Украины. Также этим летом в команду перешли экс-партнёры Назаренко по сборной и «Днепру» — Владимир Езерский и Максим Калиниченко. В составе «Таврии» дебютировал 9 июля 2011 года в 1 туре чемпионата Украины сезона 2011/12 в домашнем матче против луганской «Зари» (3:1), Назаренко в этой игре забил гол на 66 минуте в ворота Игоря Шуховцева. 23 апреля 2014 года покинул «Таврию» в статусе свободного агента, в результате финансового кризиса в клубе.
15 июля 2014 года Сергей Назаренко согласовал условия и поставил подпись под двухлетним контрактом с одесским «Черноморцем». В первой половине сезона 2014/15 в составе «Черноморца» Сергей провёл 13 матчей, в которых забил 3 голa. В конце января 2015 года Назаренко разорвал контракт с клубом и покинул его в статусе свободного агента.
4 апреля 2015 года, выступая за харьковский «Металлист» в игре 18-го тура чемпионата Украины с донецким «Металлургом», Назаренко забил свой 100-й мяч в официальных матчах чемпионата и Кубка Украины, еврокубках и матчах сборной Украины, став таким образом членом символического Клуба Олега Блохина и символического Клуба Тимерлана Гусейнова. Кроме того, что опытный хавбек забил свой юбилейный мяч, Назаренко стал самым возрастным голеадором харьковского «Металлиста». Забив гол в ворота донецкого «Металлурга» в возрасте 35 лет и 47 дней, Назаренко обошёл Эдмара, который забивал ворота «Волыни» в возрасте 34 года и 174 дня.
В феврале 2016 года вернулся в «Днепр». 13-го марта в 18-м туре чемпионата Украины провёл свой первый матч после возвращения в «Днепр», дома против донецкого «Шахтера» (4:1), сменив Матеуса на 88-й минуте матча. 12 января 2017 года покинул команду в статусе свободного агента после чего завершил карьеру.
30 марта 2017 года вошёл в тренерский штаб молодёжного состава «Днепра». Начало тренерской карьеры сам Назаренко прокомментировал так :
Я принял решение начать новый этап в карьере и жизни, перешел на тренерскую работу. Еще некоторое время назад я поступил на курсы, где учусь на лицензию категорий Б и А, и сейчас получил возможность набираться опыта. Рад, что это происходит в родной команде. Потихоньку осваиваюсь в новой роли и буду всеми силами работать на благо "Днепра" .
8 июля 2017, после того как 6 июля Дмитрий Михайленко возглавил СК «Днепр-1», Назаренко стал ассистентом нового тренера «Днепра» Александра Поклонского.
1 августа «Днепр», уже потерявший профессиональный статус, внёс Назаренко в заявку для участия в любительском чемпионате Украины.

## Голы Сергея Назаренко за сборную Украины
| #   | Дата             | Город                   | Противник           | Счёт | Результат | Соревнование      |
| --- | ---------------- | ----------------------- | ------------------- | ---- | --------- | ----------------- |
| 1.  | 17 августа 2005  | Киев, Украина           | Сербия и Черногория | 2-1  | победа    | товарищеский матч |
| 2.  | 28 мая 2006      | Киев, Украина           | Коста-Рика          | 4-0  | победа    | товарищеский матч |
| 3.  | 15 августа 2006  | Киев, Украина           | Азербайджан         | 6-0  | победа    | товарищеский матч |
| 4.  | 26 марта 2008    | Киев, Украина           | Сербия              | 2-0  | победа    | товарищеский матч |
| 5.  | 1 июня 2008      | Стокгольм, Швеция       | Швеция              | 0-1  | победа    | товарищеский матч |
| 6.  | 10 сентября 2008 | Алма-Ата, Казахстан     | Казахстан           | 1-3  | победа    | отбор на ЧМ-2010  |
| 7.  | 10 сентября 2008 | Алма-Ата, Казахстан     | Казахстан           | 1-3  | победа    | отбор на ЧМ-2010  |
| 8.  | 11 февраля 2009  | Никосия, Кипр           | Сербия              | 1-0  | победа    | товарищеский матч |
| 9.  | 10 июня 2009     | Киев, Украина           | Казахстан           | 2-1  | победа    | отбор на ЧМ-2010  |
| 10. | 10 июня 2009     | Киев, Украина           | Казахстан           | 2-1  | победа    | отбор на ЧМ-2010  |
| 11. | 10 октября 2009  | Днепропетровск, Украина | Англия              | 1-0  | победа    | отбор на ЧМ-2010  |
| 12. | 11 ноября 2011   | Киев, Украина           | Германия            | 3-3  | ничья     | товарищеский матч |

## Статистика
По данным на 11 сентября 2018 года
| Сезон   | Клуб       | Страна  | Матчи | Голы |  |
| ------- | ---------- | ------- | ----- | ---- |  |
| 1999/00 | Днепр      | Украина | 18    | 2    |  |
| 2000/01 | Днепр      | Украина | 0     | 0    |  |
| 2001/02 | Днепр      | Украина | 10    | 0    |  |
| 2002/03 | Днепр      | Украина | 22    | 5    |  |
| 2003/04 | Днепр      | Украина | 24    | 3    |  |
| 2004/05 | Днепр      | Украина | 27    | 5    |  |
| 2005/06 | Днепр      | Украина | 28    | 4    |  |
| 2006/07 | Днепр      | Украина | 28    | 10   |  |
| 2007/08 | Днепр      | Украина | 27    | 9    |  |
| 2008/09 | Днепр      | Украина | 29    | 5    |  |
| 2009/10 | Днепр      | Украина | 28    | 5    |  |
| 2010/11 | Днепр      | Украина | 24    | 6    |  |
| 2011/12 | Таврия     | Украина | 28    | 8    |  |
| 2012/13 | Таврия     | Украина | 29    | 8    |  |
| 2013/14 | Таврия     | Украина | 20    | 1    |  |
| 2014/15 | Черноморец | Украина | 10    | 1    |  |
| 2014/15 | Металлист  | Украина | 8     | 1    |  |
| 2015/16 | Металлист  | Украина | 6     | 0    |  |
| 2015/16 | Днепр      | Украина | 2     | 0    |  |
| 2016/17 | Днепр      | Украина | 4     | 0    |  |
| 2018/19 | Днепр      | Украина | 6     | 0    |  |
| Всего   | Всего      | Всего   | 372   | 73   |  |

## Достижения

### Командные
«Днепр»
- Бронзовый призёр чемпионата Украины (2): 2003/04, 2015/16
- Финалист Кубка Украины: 2003/04

«Днепр-2»
- Победитель Второй лиги Украины: 1999/00

### Индивидуальные
- Член бомбардирского Клуба Олега Блохина: 100 голов[14].
- Член бомбардирского Клуба Сергея Реброва: 73 гола
- Футболист года в чемпионате Украины (по мнению газеты «Команда»): 2006, 2007
- 4 апреля 2015 года на 86-й минуте матча против донецкого «Металлурга» забил 100-й гол в карьере, войдя в клуб Тимерлана Гусейнова.

## Награды
- Кавалер ордена «За мужество» III степени (2006)[15].